# 萊科尼河
萊科尼河（Léconi）是西非國家加蓬的河流，位於該國東南部，屬於奧果韋河的支流之一，發源自毗鄰與剛果共和國接壤邊界的巴泰凱高原。